# Akihiro Satō (Fußballspieler, Oktober 1986)
Akihiro Satō (jap. 佐藤 晃大, Satō Akihiro; * 22. Oktober 1986 in Zama, Präfektur Kanagawa) ist ein japanischer Fußballspieler.

## Karriere
Akihiro Satō erlernte das Fußballspielen in der Universitätsmannschaft der Tokai University Kumamoto. Seinen ersten Vertrag unterschrieb er 2009 bei Tokushima Vortis. Der Verein aus Tokushima, einer Großstadt in der gleichnamigen Präfektur Tokushima auf der Insel Shikoku, spielte in der zweithöchsten Liga des Landes, der J. League Division 2. Bis Ende 2011 absolvierte er für Vortis 79 Zweitligaspiele und schoss dabei 18 Tore. 2012 wechselte er zum Ligakonkurrenten Gamba Osaka. Mit dem Verein aus Suita wurde er 2013 Meister der zweiten Liga und stieg in die erste Liga auf. In der darauffolgenden Saison feierte er mit Osaka die japanische Meisterschaft. Im gleichen Jahr gewann er mit Osaka den J. League Cup und den Emperor’s Cup. Im Finale des J. League Cup gewann man mit 3:2 gegen Sanfrecce Hiroshima, im Finale des Emperor’s Cup siegte mam mit 3:1 gegen Montedio Yamagata. 2015 unterschrieb er wieder einen Vertrag bei seinem ehemaligen Verein Tokushima Vortis. Mit Vortis feierte er 2020 die Zweitligameisterschaft und den Aufstieg in die erste Liga. Nach nur einer Saison musste er mit Vortis als Tabellensiebzehnter wieder in die zweite Liga absteigen.

## Erfolge
Gamba Osaka
- J2 League: 2013  ▲
- J1 League: 2014
- J. League Cup: 2014
- Emperor’s Cup: 2014

Tokushima Vortis
- J2 League: 2020  ▲